# Llista de les regions administratives del Quebec
Les regions administratives de la província canadenca del Quebec van ser creades el 29 de març de 1966 i posteriorment reorganitzades el 22 de desembre de 1987. El Quebec està dividit oficialment en 17 regions administratives:
1. Bas-Saint-Laurent
2. Saguenay-Lac-Saint-Jean
3. Capitale-Nationale
4. Mauricie
5. Estrie
6. Montreal
7. Outaouais
8. Abitibi-Témiscamingue
9. Côte-Nord
10. Nord-du-Québec
11. Gaspésie–Îles-de-la-Madeleine
12. Chaudière-Appalaches
13. Laval
14. Lanaudière
15. Laurentides
16. Montérégie
17. Centre-du-Québec

## Antigues regions administratives
- Bas-Saint-Laurent—Gaspésie (1966-1987): Dissolta el 22 de desembre de 1987, estava formada per l'actual regió administrativa de Bas-Saint-Laurent i per una part de Gaspésie–Îles-de-la-Madeleine.
- Cantons-de-l'Est (1966-1981): El 1981, esdevingué la regió administrativa d'Estrie.
- Mauricie—Bois-Francs (1987-1997): Abans del 22 de desembre de 1987, la seva denominació oficial era la de regió administrativa de Trois-Rivières. Dissolta el 30 de juliol de 1997, estava formada per les actuals regions administratives de Mauricie i Centre-du-Québec.
- Nord-Ouest (1966-1981): El 1981, esdevingué la regió administrativa d'Abitibi-Témiscamingue.
- Nouveau-Québec (1966-1987): El 22 de desembre de 1987, esdevingué la regió administrativa de Nord-du-Québec.
- Québec: El 15 de desembre de 1999, esdevingué la regió administrativa de la Capitale-Nationale.
- Trois-Rivières: (1966-1987): El 22 de desembre de 1987, esdevingué la regió administrativa de Mauricie—Bois-Francs.